# 本源司南
本源司南是一种量子计算机操作系统，由中华人民共和国合肥本源量子计算科技有限责任公司研发，是中国首款量子计算机操作系统，于2021年2月8日发布。

## 概要
本源司南有多量子计算任务并行执行、量子比特自动化校准、量子计算资源统一管理等主要特点。研发团队利用量子卷积神经网络模型开发的量子图像识别应用，可把任务转化为多个量子线路。通过这一机制，在单个量子芯片中可以同时执行多个量子线路，减少整体线路运行时间，并使量子芯片的整体利用率得到有效提高。
该系统支持多种量子计算系统，包括超导量子处理器、半导体量子处理器、离子阱量子处理器或混合量子处理器。相比其他同类产品，本源司南在功能多样性、运行稳定性方面具有优势。据测试，该操作系统能将现有量子计算机的运行效率提高数倍。

#### 优点
本源司南在实际应用中能够有效提高量子芯片的整体利用率，大幅降低量子图像识别等量子应用运行时间。
与同类产品对比，本源司南在功能多样性、运行稳定性方面都具有全方位优势。据研究人员测试，本源司南量子计算机操作系统能够数倍提升现有量子计算机的运行效率。
基于当前量子计算硬件系统还未实现技术收敛的发展现状，本源司南可支持多种量子计算系统，能够为用户接入具有多个量子处理器核心的量子计算机高性能工作站，包括超导量子处理器、半导体量子处理器、离子阱量子处理器，或混合量子处理器。
现有的量子计算机都是单核（某一特定物理体系）量子计算机，本源司南的诞生让用户操控多核量子计算机成为可能，量子计算资源随之增加。